# Коронація слова — 2019

Логотип конкурсу

Коронація слова 2019 — Міжнародний літературний конкурс.

## Переможці конкурсу «Коронація слова— 2019»
| Відзнака           | Назва твору                    | Автор                                | Місто                     |
| РОМАНИ             |                                |                                      |                           |
| I премія           | «Зламані сходи»                | Василь Добрянський                   | Івано-Франківська область |
| II премія          | «Шпигунки з притулку Артеміда» | Наталія Довгопол                     | Афіни (Греція)            |
| III премія         | «Літератор»                    | Сергій Грініченко                    | Суми                      |
| КІНОСЦЕНАРІЇ       |                                |                                      |                           |
| I премія           | «Кияни»                        | Алла Мелентьєва                      | Київ                      |
| II премія          | «Коли приходить вечір»         | Соломія Кривенко                     | Львів                     |
| III премія         | «День перемоги»                | Олексій Уманський Андрій Євстратенко | Київ                      |
| П’ЄСИ              |                                |                                      |                           |
| I премія           | «Sobaka»                       | Юрій Васюк                           | Чернігів                  |
| II премія          | «Степан Бандера»               | Марія Лелека                         | Київ                      |
| III премія         | «Шахтар-чемпіон»               | Володимир Стенько                    | Синельникове              |
| ПІСЕННА ЛІРИКА     |                                |                                      |                           |
| I премія           | «Молитва безвісти зниклого»    | Ігор Жук                             | Київ                      |
| II премія          | «Колискова для тата»           | Ганна Коназюк                        | Київ                      |
| II премія          | «Амарантові рими»              | Анна Карач                           | Харків                    |
| III премія         | «Не відпускай»                 | Наталія Смирнова                     | Кропивницький             |
| Як тебе не любити… |                                |                                      |                           |
| I премія           | «Колискова для Проні»          | Сергій Леоненко                      | Київ                      |

Спеціальні відзнаки
| Номінація           | Назва спеціальної відзнаки                                                                                     | Назва твору                                                                       | Автор                              | Місто               |
| Роман               | Спеціальна премія від Андрія Кокотюхи «Золотий Пістоль» за Найкращий пригодницький роман                       | «Пригоди київського сищика»                                                       | Юлія Круть                         | Київ                |
| Роман               | Спецвідзнака від Дари Корній, Тали Владмирової «Українське сучасне фентезі»                                    | «Заповіт Всежителів»                                                              | Ольга Фира                         | Хмельницький        |
| Роман               | Спеціальна відзнака від Ольги Бондар за відверте та зворушливе висвітлення соціальної проблеми в романі        | «Німотка»                                                                         | Тетяна П'янкова                    | Івано-Франківськ    |
| Роман               | Спеціальна відзнака від філіалу часопису «Час і Події» і Марини Олійник                                        | «Поряд з ними»                                                                    | Ольга Кийко                        | Полтавська область  |
| Роман               | Спеціальна відзнака «Інший погляд» від травесті-діви Монро                                                     | «Та, що в темі»                                                                   | Людмила Ясна                       | Київ                |
| Роман               | Спеціальна відзнака від Олександра Вільчинського за кращий твір на воєнну тематику                             | «Коли варто мить зачекати»                                                        | Юрій Сичук                         | Луцьк               |
| Роман               | Спеціальна відзнака від Ніки Ніколео та Львівського жіночого клубу за найкращий твір про кохання               | «Повелителька ліхтарів»                                                           | Олена Волинська                    | Житомирська область |
| Роман               | Спеціальна відзнака від Ніки Ніколео та Львівського жіночого клубу за найкращий твір про кохання               | «Зрада»                                                                           | Наталія Дурунда                    | Ужгород             |
| Рецензія            | Спеціальна відзнака за найкращу рецензію на «коронований» твір від Софії Філоненко                             | «Всесвіт міжпланетної залізниці» на роман Олександра Есаулова «Зоряна електричка» | Наталія Дев’ятко                   | Дніпро              |
| «Terra інклюзія»    | Спеціальна відзнака від Олени Осмоловської за кращі Інклюзивні оповідання «Terra інклюзія»                     | «Магія слабкості»                                                                 | Олександр Козинець Микола Закусило | Київ                |
| «Як тебе не любити» | Номінація короткої прози про сучасний Київ та киян «Як тебе не любити»                                         | «Сніг і День народження»                                                          | Андрій Комарівський                | Київ                |
| «Як тебе не любити» | Номінація короткої прози про сучасний Київ та киян «Як тебе не любити»                                         | «Непорушна стіна Оранти»                                                          | Тамара Полторакіна                 | Київ                |
| «Як тебе не любити» | Спеціальна відзнака від Василя Шкляра у номінації короткої прози про сучасний Київ та киян «Як тебе не любити» | «Пам'ять»                                                                         | Інеса Доленик                      | Кривий Ріг          |
| Роман               | Диплом | «Рік розпусти Клауса Отто Баха»                                                   | Ярослава Литвин                    | Київська область    |
| Роман               | Диплом | «Всередині яблука»                                                                | Ірина Власенко                     | Київ                |
| Роман               | Диплом | «Шукач»                                                                           | Людмила Лінник-Савка               | Івано-Франківськ    |
| Роман               | Диплом | «Мій друг Франц Йосиф»                                                            | Петро Лущик                        | Львівська область   |
| Роман               | Спеціальна відзнака: вибір видавця                                                                             | «Німотка»                                                                         | Тетяна П'янкова                    | Івано-Франківськ    |
| Роман               | Спеціальна відзнака: вибір видавця                                                                             | «Інтимне життя самотності»                                                        | Валентин Тарасов                   | Київ                |
| Роман               | Спеціальна відзнака: вибір видавця                                                                             | «Мисливці за міськими легендами»                                                  | Ольга Мігель                       | Кропивницький       |
| Роман               | Спеціальна відзнака: вибір видавця                                                                             | «Коли молот зустрічається з ковадлом»                                             | Галина Цикіна                      | Запоріжжя           |
| Роман               | Спеціальна відзнака: вибір видавця                                                                             | «Попіл»                                                                           | Любов Васильєва                    | Київ                |
| Кіносценарій        | Спеціальна відзнака від Одеської кіностудії                                                                    | «Листи чужостранки»                                                               | Олена Шарманова                    | Київ                |
| Кіносценарій        | Диплом | «Характерник»                                                                     | Анатолій Єжик                      | Київська область    |
| Кіносценарій        | Диплом | «13 січня»                                                                        | Брати Капранови                    | Київ                |
| П'єси               | Спеціальна відзнака Володимира Івасюка                                                                         | «У полоні печалі»                                                                 | Андрій Аркан                       | Львів               |
| П'єси               | Спеціальна відзнака від Театру на Лівому березі за гостру актуальність і сценічність                           | «Шахтар-чемпіон»                                                                  | Володимир Стенько                  | Синельникове        |
| П'єси               | Спеціальна відзнака :вибір драматурга від Павлоградського драматичного театру ім. Захави                       | «10 000 років до Н. Е.»                                                           | Юрій Васюк                         | Чернігів            |
| Пісенна лірика      | Диплом | «Третє Різдво»                                                                    | Володимир Даник                    | Черкаси             |
| Пісенна лірика      | Спеціальна відзнака Володимира Івасюка                                                                         | «Співець Божою милістю»                                                           | Василь Марсюк                      | Київ                |
| Пісенна лірика      | Спеціальна відзнака від Мистецької агенції «Територія А»                                                       | «А мені однозначно бракує тебе»                                                   | Олена Багряецева                   | Сумська область     |
| Пісенна лірика      | Спеціальна відзнака від Мистецької агенції «Територія А»                                                       | «Вітер у вітах дрімає»                                                            | Юлія Бережко-Камінська             | Київська область    |
| Пісенна лірика      | Спеціальна відзнака: вибір композитора                                                                         | «Черевички»                                                                       | Володимир Семена                   | Київ                |
| Пісенна лірика      | Спеціальна відзнака: вибір композитора                                                                         | «Сліпий музикант»                                                                 | Ольга Славна                       | Миколаїв            |
| Пісенна лірика      | Спеціальна відзнака: вибір композитора                                                                         | «О прилинь, о прийди, о прибудь!»                                                 | Дарина Попіль                      | Львів               |
| Міжнародне визнання | Диплом | «Шпигунки з притулку Артеміда»                                                    | Наталія Довгопол                   | Греція              |
| Міжнародне визнання | Диплом | «Маджента»                                                                        | Олександр Дімідов                  | США                 |
| Міжнародне визнання | Диплом | «Наснилося між двох світів»                                                       | Мія Д'арк                          | США                 |
| Міжнародне визнання | Диплом | «Непрошена любов»                                                                 | Юлія Пошивак                       | США                 |
| Міжнародне визнання | Диплом | «Аномалія Шраума»                                                                 | Наталія Зражевська                 | Польща              |
| Міжнародне визнання | Диплом | «Спадкоємці Всесвіту»                                                             | Петро Дараманчук                   | Канада              |
| Міжнародне визнання | Диплом | «Західна гейша»                                                                   | Єва Хадаші                         | Японія              |
| Міжнародне визнання | Диплом | «Записки з Азії»                                                                  | Андрій Янович                      | Малайзія            |
| Міжнародне визнання | Диплом | «Присвята Києву»                                                                  | Ірина Мацкова                      | Словаччина          |